# Millionnaire de mon cœur
Pour plus de détails, voir Fiche technique et Distribution.
Millionnaire de mon cœur (The Birds and the Bees) est un film américain réalisé par Norman Taurog, sorti en 1956.

## Synopsis
George « Hotsy » Hamilton II, l'héritier d'un géant de la boucherie, et Marty Kennedy, son valet et meilleur ami, reviennent aux États-Unis après trois ans d'une expédition scientifique au Congo belge. Sur le bateau de croisière, George attire l'attention de plusieurs femmes célibataires, et notamment de Jean Harris. Celle-ci forme un trio d'escrocs, avec son père Patrick Henry « Handsome Harry » Harris et leur partenaire Gerald. Ces derniers vont chercher à tirer profit de ce millionnaire, mais Jean et George vont tomber amoureux l'un de l'autre.

## Fiche technique
- Titre original : The Birds and the Bees
- Titre français : Millionnaire de mon cœur
- Réalisation : Norman Taurog
- Scénario : Sidney Sheldon, Preston Sturges
- Direction artistique : Roland Anderson, Hal Pereira
- Décors : Sam Comer, Grace Gregory
- Costumes : Edith Head
- Photographie : Daniel L. Fapp
- Son : Gene Garvin, Gene Merritt
- Montage : Archie Marshek
- Musique : Walter Scharf
- Production : Paul Jones
- Société de production : Paramount Pictures
- Société de distribution : Paramount Pictures
- Pays de production :  États-Unis
- Langue originale : anglais
- Format : couleur (Technicolor) — 35 mm — 1,85:1 (VistaVision) — son Mono (Western Electric Recording)
- Genre : Screwball comedy
- Durée : 94 minutes
- Dates de sortie : 
  - États-Unis : 22 avril 1956
  - France : 17 janvier 1958

## Distribution
- George Gobel : George « Hotsy » Hamilton II
- Mitzi Gaynor : Jean Harris
- David Niven : Patrick Henry Harris
- Reginald Gardiner : Gerald
- Fred Clark : Horace Hamilton
- Harry Bellaver : Marty Kennedy
- Hans Conried : « Frenchie », alias Duc Jacques de Montaigne
- Margery Maude : Mme Hamilton
- Clinton Sundberg : Purser
- Milton Frome : l'assistant du majordome
- Rex Evans : Burrows, le majordome
- King Donovan : un serveur
- Mary Treen : Mme Burnside
- Charles Lane : Charlie Jenkins, le barman
- Bartlett Robinson : un invité

## Chansons du film
- "(The Same Thing Happens With) The Birds And The Bees" : lyrics de Mack David, musique de Harry Warren, interprétée par George Gobel et Mitzi Gaynor
- "La Parisienne" : lyrics de Mack David, musique de Harry Warren, interprétée par Mitzi Gaynor